# All the King's Men (1949)
All the King's Men is een Amerikaanse dramafilm uit 1949 onder regie van Robert Rossen. Het scenario is gebaseerd op de gelijknamige roman uit 1946 van de Amerikaanse auteur Robert Penn Warren. In Nederland werd de film destijds uitgebracht onder de titel Zij gaven hem macht.

## Verhaal
Journalist Jack Burden wordt naar een plattelandsdorpje gezonden om een artikel te schrijven over de politicus Willie Stark. Jack is zozeer onder de indruk van Stark dat hij besluit hem te helpen met zijn verkiezingscampagne. Een paar tegenvallende publieke optredens doen Jack en zijn politiek adviseur Sadie Burke besluiten om het imago van Stark bij te schaven. Na zijn verkiezing tot gouverneur gaan de mensen in zijn omgeving al vlug merken dat hij verandert door zijn machtspositie.

## Rolverdeling
| Acteur               | Personage             |
| -------------------- | --------------------- |
| Broderick Crawford   | Willie Stark          |
| John Ireland         | Jack Burden           |
| Joanne Dru           | Anne Stanton          |
| John Derek           | Tom Stark             |
| Mercedes McCambridge | Sadie Burke           |
| Shepperd Strudwick   | Adam Stanton          |
| Ralph Dumke          | Tiny Duffy            |
| Anne Seymour         | Lucy Stark            |
| Katherine Warren     | Mevrouw Burden        |
| Raymond Greenleaf    | Rechter Monte Stanton |
| Walter Burke         | Sugar Boy             |
| Will Wright          | Dolph Pillsbury       |
| Grandon Rhodes       | Floyd McEvoy          |